# Beeper (oprogramowanie)
Beeper to komunikator internetowy umożliwiający korzystanie z wielu usług i protokołów komunikacyjnych w ramach jednej aplikacji. Pierwotnie został opracowany przez Beeper Inc., ale w kwietniu 2024 r. został przejęty przez Automattic.

## Funkcje
Beeper obsługuje wiele usług i protokołów czatu, w tym Discord, Facebook Messenger, Instagram, IRC (poprzez Libera Chat), Matrix, Signal, Skype, Slack, SMS/RCS (poprzez Google Messages), Telegram i WhatsApp. W przeszłości aplikacja wspierała również usługę iMessage, ale została usunięta ze względu na niestabilne działanie, spowodowane przez decyzje operatora usługi iMessage, firmę Apple. Beeper został zbudowany na bazie protokołu Matrix i aplikacji Element, połączonych z innymi usługami.

## Historia

Poprzednie logo

Beeper został stworzony w 2020 roku przez Erica Migicovsky'ego, Brada Murraya i Tulira Asokana pod nazwą NovaChat. Siedziba firmy mieści się w Palo Alto w Kalifornii. Migicovsky był wcześniej założycielem firmy produkującej smartwatche Pebble.
Firma zmieniła nazwę aplikacji z Beeper na Beeper Cloud po wprowadzeniu na rynek Beeper Mini w grudniu 2023 r. Jednak już w 2024 roku aplikacja powróciła do swojej pierwotnej nazwy Beeper.
W kwietniu 2024 r. firma ⁣⁣Automattic⁣⁣ tworząca podobną aplikację do przesyłania wiadomości międzyplatformowych Texts, przejęła firmę Beeper za kwotę 125 mln dolarów. Planem jest połączenie Texts i Beeper pod marką Beeper.